# Базарник, Иван Васильевич
Иван Васильевич Базарник (укр. Іван Васильович Базарник; 5 июля 1913, Львов, Австро-Венгрия — 28 февраля 1985, Львов, Украинская ССР) — советский украинский архитектор, реставратор, педагог.

## Биография
Родился 5 июля 1913 года во Львове, где окончил школу и гимназию. 
В 1942—1947 годах учился на инженерно-строительном факультете Львовского политехнического института, получил диплом инженера-архитектора. В 1948—1953 годах работал в проектном бюро над реконструкцией жилых домов. 
В 1954—1959 годах — районный архитектор Львова; в 1959—1967 годах — главный архитектор Львова. С 1960 года — член Союза архитекторов УССР. Принял участие в проектировании генплана Львова. 
Работал в украинском кооперативном проектном учреждении в 1967—1969 годах. Позже, в 1969—1984 годах, преподавал на кафедре архитектуры Львовского сельскохозяйственного института. Занимался охраной памятников архитектуры, их реконструкцией. 
Депутат Львовского городского совета 8 и 9 созывов. 
Умер 28 февраля 1985 года во Львове. Похоронен на Лычаковском кладбище, участок № 7.

## Работы
- Проект реставрации часовни Кампианов (1955)
- Проект реставрации купола львовского Доминиканского костёла (1955)
- Соавтор реставрации Олесского замка (1956)
- Генплан Львова 1962 года (соавторы А. Барабаш, А. Шуляр , М. Йорищ), а также вариант 1966 году (А. Шуляр, А. Рапопорт, М. Йорищ, Е. Дубинский, Е. Куц)[2]
- Реставрация церкви святого Николая во Львове